# Minzac
Minzac är en kommun i departementet Dordogne i regionen Nouvelle-Aquitaine i sydvästra Frankrike. Kommunen ligger i kantonen Villefranche-de-Lonchat som tillhör arrondissementet Bergerac. År 2022 hade Minzac 495 invånare.

## Befolkningsutveckling
Antalet invånare i kommunen Minzac
Referens:INSEE